# Puno (regiune)
Regiunea Puno (în spaniolă Departamento de Puno, î Quechua Punu suyu) este o regiune în sudul Perului. Pe o suprafață de 66.988 km² trăiesc 1.143.354 locuitori. Capitala este Puno. 

## Populația
Mai mult de un sfert de locuitori sunt indigeni și vorbesc în parte limbi quechua (variante Cuzco-Collao) și limba aymara.

## Geografie
Regiunea se învecinează la est cu Bolivia.
În mijlocul regiunii se află lacul Titicaca. 

## Provincii
Regiunea se împarte în 13 provinci și 8 districte:
Provincie - (capitala)
1. Azángaro - (Azángaro)
2. Carabaya - (Macusani)
3. Chucuíto - (Juli)
4. El Collao - (Ilave)
5. Huancane - (Huancane)
6. Lampa - (Lampa)
7. Melgar - (Ayaviri)
8. Moho - (Moho)
9. Puno - (Puno)
10. San Antonio de Putina - (Putina)
11. Sandia - (Sandia)
12. San Ramón - (Juliaca)
13. Yunguyo - (Yunguyo)